# Bol'šoe Boldino
Bol'šoe Boldino (in russo Большое Болдино?) è un villaggio della Russia europea centro-orientale, nell'oblast' di Nižnij Novgorod, centro amministrativo del rajon Bol'šeboldinskij.
Si trova 170 km a sud-est di Nižnij Novgorod e 90 km a nord di Saransk (in linea d'aria).